# لاکهید اکسپلورر
لاکهید اکسپلورر (به انگلیسی: Lockheed Explorer) یک هواگرد ساختِ کارخانهٔ لاکهید کورپوریشن در کشور ایالات متحده آمریکا است.